# Punto Final
«Пунто финаль» (исп. Punto Final) — чилийский левый теоретический журнал, издававшийся с 15 сентября 1965 по 11 сентября 1973 года в Чили, в период между 1981—1986 гг. в изгнании в Мексике и вновь вернувшийся в Чили в 1989 году. Изначально был политически близок к Левому революционному движению (МИР), критиковал правительство Альенде с левых позиций.

### На русском
- Интервью Карлуса Ламарки «Военно-политическая работа с массами» «Пунто финаль», 1969, № 88